# Максі Ваш
Максі Ваш (1923 — 21 липня 1991) — індійський хокеїст на траві.
Олімпійський чемпіон 1948 року.